# Alain Bonnamie
 (mai 2025).
Alain Bonnamie est un boxeur québécois né le 31 juillet 1965. Il est un des rares à avoir été classé parmi les dix premiers au niveau mondial dans trois sports de combat: le karaté, le kickboxing et la boxe anglaise.

## Carrière en boxe anglaise
Il a été champion d'Amérique du Nord NABF des super-welters en 1993, champion international WBC des super-welters en 1994, champion du Commonwealth des poids moyens en 1999 et 6e aspirant mondial.
29 novembre 1988 : Bonnamie vs Hector Rosario au Forum de Montréal. À 12 jours du combat et recruté par le promoteur de boxe Régis Lévesque, Bonnamie remplace Davey Hilton sur la carte de boxe. La bourse de 14 000 dollars est fort attirante pour Bonnamie qui accepte le match.  Il brise les côtes de son adversaire et remporte le combat au 7e round.
25 octobre 1990 : Bonnamie vs Davey Hilton, Forum de Montréal.  Au 6e round, Bonnamie fait fléchir Hilton qui pose le genou au sol. Le combat se poursuivra jusqu’au 10e round. Bonnamie  est fait vainqueur  par décision des juges. C’est la première défaite de Hilton.
15 octobre 1991 : Bonnamie vs Tusand Jewell au Palace Laval. Bonnamie vainqueur par K.O. technique.
10 décembre 1991 : Bonnamie vs Todd Nadon au Centre Paul Sauvé. Bonnamie vainqueur par décision unanime
4 mai 1994: Bonnamie vs Humberto Rodriguez au club Métropolis. Bonnamie envoie Rodriguez au tapis au 9e round par un solide coup de la droite  et obtient le titre de « World Boxing Council international crown ».
21 juillet 1994 : Bonnamie vs Bronco McKart, au Foxwood Casino  au Connecticut.  Il perd son titre au 6e round par arrêt de l’arbitre, dû à une profonde coupure à l’arcade sourcilière qui saigne abondamment,.
31 mai 1994 : Bonnamie vs Nate Woods à Verdun. Bonnamie vainqueur par décision unanime des juges en 10 rounds. Les juges Jodoin, Lapointe et Nadeau rendent des cartes de pointage de 97-93, 97-93 et 98-92. Bonnamie relatera après le combat qu’il ne pouvait se servir efficacement de sa main gauche, souffrant d’une blessure.
5 décembre 1995 : Bonnamie vs Alex Hilton   au Forum de Montréal.  Victoire de Hilton par décision  des juges avec 2 fiches favorables à Hilton de 97-93, 98-92 et une en faveur de Bonnamie de 96-94 (Juges : Lapointe, Nadeau et Leblanc).
À la suite de cette défaite, Bonnamie annonce son retrait de la boxe tel qu’il l’avait indiqué s’il perdait ce combat.
20 décembre 1994 : Bonnamie vs Anthony Ivory au Forum de Montréal. Verdict nul.
16 janvier 1995: Bonnamie vs Raul Marquez en Louisiane. Bonnamie perd par décision en 10 rounds.
24 février 1995 : Bonnamie vs Stéphane Ouellet au Palais de Sports à Jonquière devant 4 248 spectateurs. Ouellet détient alors le titre de champion canadien des super mi-moyens. Bonnamie perd par K.O. au 5e round. C’est la première mise hors de combat de sa carrière.
28 août 1995: Bonnamie vs Troy Waters à Sydney en Australie. Waters vainqueur par K.O. technique au 8e round. Waters envoie Bonnamie au tapis à deux reprises, et l’arbitre cesse le combat,.
17 décembre 1996 : Bonnamie vs Davey Hilton au Centre Claude Robillard devant 5 327 spectateurs.  Les négociations de ce combat durent 3 semaines, l’enjeu n’étant pas financier, mais portant sur le poids des boxeurs. Bonnamie désire établir le poids à 165 livres, Hilton insiste pour 160 livres. On arrive à un compromis de 163 livres. À la pesée, Alain enregistre 161 livres, Hilton 157. Les deux boxeurs ont 32 ans. Leurs fiches sont alors de 32-1-2 (Hilton) et 14-5-2 (Bonnamie).  Cela finira par un verdict de combat nul, les pointages étant : 95-95, 95-95 (Lapointe et Nadeau) et 96-94 (Théroux) en faveur de Hilton.  Lors du combat, Hilton fracasse l’os de la joue droite de Bonnamie d’un solide crochet de la gauche au 7e round. Hilton arguera après la rencontre qu’une blessure à la main droite subie au mois d’octobre précédent l’a empêché de combattre efficacement.
8 avril 1997: Bonnamie vs Davey Hilton au Centre Molson devant 4318 spectateur. Victoire de Hilton en 10 rounds par décision partagée. À nouveau, Bonnamie subit une fracture de l’os de la joue et ceci au 3e round.  Les juges Richard de Carufel, Emilien Nadeau et Sylvain Leblanc rendent des  scores de 98-93, 97-93 et 96-94 respectivement,,
3 avril 1998: Bonnamie vs George Spongale. Alain le bat facilement par KO technique au chrono de 2:22.
7 novembre 1998: Bonnamie vs Paul Dubé au Centre Pierre-Charbonneau. Bonnamie gagne au 3e round. C’est son premier combat dans la catégorie mi-lourds.
29 juin 1999: Bonnamie affronte Edward Allen Hall au Centre Molson. Il l'emporte par décision unanime.
5 octobre 1999: Bonnamie (19-8-3), alors âgé de 35 ans, contre Adrian Dobson (23-4-0) à Londres. Alain Bonnamie, devient champion des poids moyens du Commonwealth. Au 7e round, Il met pourtant un genou au sol, mais revient en force au cours du 8e round.  Le match va jusqu’au 12e round. Dobson s’effondre au tapis, se relève et mord Bonnamie au thorax dans un geste désespéré.  Dobson  est alors disqualifié. Bonnamie remporte ainsi la ceinture, Dobson sera par la suite suspendu par le bureau de contrôle de la boxe britannique pour une période de 18 mois de même qu’il recevra  une amende 1 600 dollars.
10 décembre 1999: Bonnamie vs Greg Sinatra Johnson. Bonnamie accepte de se battre contre Johnson et ce, à 2 jours du combat, remplaçant Fahti Missaoui sur la carte de boxe. Bonnamie perd 9 livres en deux jours afin de rencontrer le poids limite de la catégorie des poids moyens (160 livres). La balance indiquera 162,2 livres lors de la pesée officielle. Bonnamie remporte le combat par décision unanime des juges mais concède avoir rendu une contre-performance,,.
Le 6 avril 2000: Alain Bonnamie annonce qu’il accroche ses gants, motivé par des problèmes de santé à un œil. En effet, il a subi une triple déchirure à la rétine probablement lors de son combat contre Adrian Dobson. Il a à son actif 20 victoires, dont 11 par mise hors de combat, trois nuls et huit défaites.
6 septembre 2002 : retour sur le ring pour un ultime combat revanche entre Alex Hilton et Alain Bonnamie. Bonnamie dit vouloir effacer les taches à son dossier, l’une étant sa défaite aux mains de Alex Hilton, l’autre étant le knockout infligé par Stéphane Ouellet. Cette fois le verdict est franc, Hilton plie à 2 reprises et l’arbitre met fin au match, déclarant un K.-O. technique,.
10 octobre 2004: Bonnamie fait un dernier retour au combat, se mesurant à Martin Berthiaume. Il a 40 ans, Berthiaume en a 34. L’affrontement se termine par K.O. aux dépens de Bonnamie
Au fil des ans il aura entre autres comme entraineurs Howard Grant, Yvon Michel, Abe Pervin, Stéphane Larouche et Jesse Reid.

## Carrière en kick-boxing
17 novembre 1982 : Bonnamie vs Jex Fontaine. Fontaine l’emporte par décision des juges.
17 août 1982 : Bonnamie vs Alex Doucet à l’auditorium de Verdun. Bonnamie vainqueur par arrêt de l’arbitre au 3e et ultime round.
11 mars 1983 : Bonnamie vs Rod Angrinzollis.
11 mai 1983:  Bonnamie vs Jex  Fontaine. Fontaine gagne par décision unanime.
28 juin 1983: Bonnamie dispute la couronne provinciale des poids welters à DuCarmel Cyrius à l’Auditorium de Verdun dans un match de 5 rounds. Cyrius vainqueur sur Bonnamie  par décision des juges.	
20 décembre 1983: Bonnamie vs Daniel Miner à Verdun. Bonnamie en sort vainqueur par K.O technique.
7 février 1984: Bonnamie vs Franzini devant 6 211 spectateurs à l’Auditorium de Verdun. Bonnamie remporte le combat par décision. (50-49,50-47, 50-47)
10 avril 1984 : Bonnamie vs Serge Gravel. Victoire de Bonnamie par K.O technique.
26 juin 1984: Bonnamie vs Stéphane Duguay, Auditorium de Verdun. Bonnamie ravit le titre québécois mi-moyens à Duguay par  décision unanime (70-67, 69-68,69-68).
août 1984: Bonnamie vs Stéphane Duguay. Mise hors de combat par k.o. technique par Bonnamie au 7e round.
18 décembre 1984 : combat revanche Cyrius-Bonnamie pour la couronne canadienne des poids welters qui est alors vacante. Verdict nul.
26 février 1985: Bonnamie vs Stéphane Duguay. Combat pour le championnat des poids welters du Québec à l’Auditorium de Verdun. Victoire de Bonnamie par K.O technique en 7 rounds. Bonnamie conserve son titre.
17 septembre 1985: Bonnamie défait le champion américain John Chapman par mise hors de combat technique en 6 rounds.
10 novembre 1985: Bonnamie vs Gabe Carmichael. Bonnamie vainqueur en 7 rounds par décision unanime des juges.
février 1986: Bonnamie vs Fred Pel. Bonnamie passe le K.O. au 5e round au champion européen.

## Vie personnelle
Né le 31 juillet 1964, Alain Bonnamie est élevé dans les quartiers d’Anjou et de Rivière-des-Prairies. À l’âge de 9 ans il s’initie au karaté dans le dojo d’André Gilbert. C’est le 25 septembre 1973 qui marque ses premiers pas dans le monde des arts martiaux. Au fil des ans, Gilbert deviendra un mentor pour lui, sorte de père spirituel.
Il apprend aussi le kick-boxing et devient compétiteur professionnel à l’âge de 17 ans. Il aura un premier enfant, Daven, né en 1995, avec Sophie Patenaude. Le couple se séparera éventuellement. Le 21 juin 2013, Bonnamie épouse Alexandra Schwartz. Le couple a déjà deux enfants : Roian et Dylan.
Bonnamie et Schwartz  sont aussi partenaires d’affaire dans un studio de yoga et d’arts martiaux. Le Studio Breathe est installé d’abord dans le quartier Pointe St-Charles, puis déménage dans la Petite-Bourgogne. Un deuxième studio est ouvert en 2014 dans la ville de Sherbrooke sur la rue Wellington.

## Citation
"...la vie, la paternité et la boxe c'est pareil : c'est tellement plus agréable de donner que de recevoir".